# Traudel Himmighöfer
Traudel Himmighöfer (* 1960 in Ludwigshafen) ist eine deutsche Theologin und Bibliothekarin. Sie leitete von 1992 bis 2022 die Bibliotheks- und Medienzentrale der Evangelischen Kirche der Pfalz (Protestantische Landeskirche) in Speyer. Seit 2007 ist sie Lehrbeauftragte für Pfälzische Kirchengeschichte an der Johannes Gutenberg-Universität Mainz.

## Leben und Wirken
Traudel Himmighöfer studierte nach ihrem Abitur 1980 bis 1986 Evangelische Theologie, Germanistik und Pädagogik an der Johannes Gutenberg-Universität in Mainz. Dort war sie 1983 bis 1986 Famula der Evangelischen Kirche der Pfalz bei Gustav Adolf Benrath am Fachbereich Evangelische Theologie. 1986 legte sie ihr erstes Staatsexamen ab.
Himmighöfer war von 1987 bis 1990 Stipendiatin des Instituts für Europäische Geschichte, Abteilung Religionsgeschichte in Mainz. 1990 bis 1992 trat sie den Vorbereitungsdienst für den Höheren Bibliotheksdienst an der Universität Heidelberg und der Bibliotheksschule in Frankfurt am Main an, den sie mit der Staatsprüfung für den Höheren Dienst an wissenschaftlichen Bibliotheken abschloss.
Von 1992 bis 2022 leitete sie die Bibliotheks- und Medienzentrale der Evangelischen Kirche der Pfalz in Speyer. Traudel Himmighöfer wurde 2002 ordiniert und zur Prädikantin in der Evangelischen Kirche der Pfalz berufen.
Im Jahre 1993 wurde sie in Kirchengeschichte an der Johannes Gutenberg-Universität Mainz bei Gustav Adolf Benrath über das Thema Die Zürcher Bibel bis zum Tode Zwinglis (1531), Darstellung und Bibliografie promoviert. Seit 2007 hat sie einen Lehrauftrag für Kirchengeschichte an der Evangelisch Theologischen Fakultät der Johannes Gutenberg-Universität Mainz.
Traudel Himmighöfer ist unter anderem Vorstandsmitglied des Vereins für Pfälzische Kirchengeschichte, Mitglied des Stiftungsrats der Ebernburg-Stiftung, Mitglied (von 1993 bis 2024 Ausschussmitglied) des Historischen Vereins der Pfalz, Ordentliches Mitglied der Pfälzischen Gesellschaft zur Förderung der Wissenschaften und Mitglied des Beirats der Stiftung zur Förderung der pfälzischen Geschichtsforschung. Von 2013 bis 2022 war sie Mitglied des Beirats für wissenschaftliches Bibliothekswesen im Land Rheinland-Pfalz.
Ihre Forschungsschwerpunkte sind Kirchen- und Theologiegeschichte insbesondere der Pfalz, Reformation und Konfessionalisierung sowie Geschichte der Bibelübersetzung.

## Veröffentlichungen (Auswahl)

### Monografien
- Die Neustadter Bibel von 1587/88, die erste reformierte Bibelausgabe Deutschlands (= Veröffentlichungen des Vereins für pfälzische Kirchengeschichte. 12). Speyer 1986, ISBN 3-925536-03-5.
- Die Zürcher Bibel bis zum Tode Zwinglis (1531). Darstellung und Bibliographie (= Veröffentlichungen des Instituts für Europäische Geschichte Mainz, Abteilung Religionsgeschichte, 154). Mainz 1995, ISBN 3-8053-1535-X. Digitalisat

### Aufsätze (Auswahl)
- 400 Jahre Neustadter Bibel. In: Blätter für pfälzische Kirchengeschichte und religiöse Volkskunde, 55 (1988), S. 7–19.

- „De Monarchiis“ – ein Melanchthon-Autograph in der Bibliothek der Evangelischen Kirche der Pfalz in Speyer. In: Ebernburg-Hefte. 29 (1995), S. 105–122 / Blätter für pfälzische Kirchengeschichte und religiöse Volkskunde. 62 (1995), S. 353–370.
- Die Bibelsammlung der Württembergischen Landesbibliothek Stuttgart und ihr gedruckter wissenschaftlicher Katalog. In: Blätter für württembergische Kirchengeschichte, Bd. 95 (1995), S. 273–298.
- Luthers Lebensarbeit an der Deutschen Bibel. In: Ebernburg-Hefte, 30 (1996), S. 31–52.
- Die Selbstbiographie des reformierten Theologen Paul Tossanus (Toussain) (1572–1634). In: Reiner Braun [u. a.] (Hrsg.): Frömmigkeit unter den Bedingungen der Neuzeit. Festschrift für Gustav Adolf Benrath zum 70. Geburtstag. Darmstadt [u. a.] 2001, ISBN 978-3-931849-08-5, S. 37–55 (= Quellen und Studien zur hessischen Kirchengeschichte, 6. / Sonderveröffentlichungen des Vereins für Kirchengeschichte in der Evangelischen Landeskirche Baden, 2).
- mit Lenelotte Möller: Huttens Briefe an Luther. Darstellung und kommentierte Übersetzung. In: Wissensgesellschaft Pfalz. 90 Jahre Pfälzische Gesellschaft zur Förderung der Wissenschaften. Ubstadt-Weiher [u. a.] 2015, ISBN 978-3-89735-903-1, S. 175–194 (= Veröffentlichungen der Pfälzischen Gesellschaft zur Förderung der Wissenschaften in Speyer, 116).
- Die evangelische Kirche der Pfalz in der ersten Hälfte des 19. Jahrhunderts. In: „auf ewige Zeiten zugehören“. Die Entstehung der bayerischen Pfalz 1816. Hrsg. von Lenelotte Möller, Walter Rummel, Armin Schlechter. Ubstadt-Weiher [u. a.] 2016, ISBN 978-3-89735-954-3, S. 173–181 (= Veröffentlichungen der Pfälzischen Gesellschaft zur Förderung der Wissenschaften in Speyer, 117).
- Evangelische Presse. In: Protestanten ohne Protest. Die evangelische Kirche der Pfalz im Nationalsozialismus. Hrsg. von Christoph Picker, Gabriele Stüber, Klaus Bümlein, Frank-Matthias Hofmann. Bd. 1: Sachbeiträge. Speyer/Leipzig 2016, ISBN 978-3-939512-79-0, S. 555–577.
- Ottheinrich (1502–1559) – Reformationsfürst von Pfalz-Neuburg und Kurpfalz. In: Ebernburg-Hefte, 51 (2017), S. 47–66 (= Blätter für pfälzische Kirchengeschichte und religiöse Volkskunde, 84, 2017), S. 275–294.
- „Historische Rückschau – ein Versuch, ein Stück von uns selbst zu verstehen.“ Gustav Adolf Benrath zwischen Kurpfalz und Europa. In: Europäische Köpfe in Mainz. Die Direktoren des Instituts für Europäische Geschichte. Hrsg. v. Irene Dingel, Johannes Paulmann. Mainz 2020, ISBN 978-3-7319-1071-8, S. 174–191.

### Herausgeberschaft von Monografien und Zeitschriften
- Zeitbilder aus der Geschichte der protestantischen Kirche in der Pfalz von der Reformation bis in die Gegenwart. Speyer 1999. 21999 (mit Gabriele Stüber, Karlheinz Nestle, Werner Schwartz).
- Christian Schad: Theologie für das Leben. Plädoyer für eine aufmerksame Kirche. Zum 65. Geburtstag herausgegeben. Leipzig 2023, bei DBN ISBN 978-3-374-07328-3.
- Christian Schad: Einlass gewähren in den Raum reiner Bejahung. Ausgewählte Predigten. Leipzig 2024, ISBN 978-3-374-07598-0.
- Ebernburg-Hefte (1995–2006 mit Otto Böcher; 2007–2012 mit Wolf-Friedrich Schäufele, seit 2013 mit Wolfgang Breul).
- Blätter für pfälzische Kirchengeschichte und religiöse Volkskunde (1997–2004; seit 2015, mit wechselnden Mithrsg.).

## Auszeichnungen
- Pfalzpreis für pfälzische Geschichte und Volkskunde / Fördergabe des Bezirksverbands Pfalz (1989)[5]
- Forschungsförderpreis der Vereinigung der Freunde der Universität Mainz e. V. für das Jahr 1994
- Hanns-Lilje-Preis zur Förderung der Theologischen Wissenschaft, verliehen von der Akademie der Wissenschaften zu Göttingen (1994)